# AlloCiné
AlloCiné er et fransk firma, der leverer forskellige online serviceydelser med relation til film, herunder produktinformation om film. Firmaet vedligeholder en database, med data om film, som minder om IMDb's.
Firmaet har tidligere været ejet af Canal+ og Universal, men er siden 2007 ejet af den amerikanske kapitalfond Tiger Global.